# Agroprodukt (tvrtka iz Pule)
Agroprodukt d.o.o. Pula, ime je za hrvatsku tvrtku za koja se bavi poljoprivredom, trgovinom poljoprivredih proizvoda, te proizvodnjom vina i maslinova ulja.

## Povijest
Agroprodukt d.d. je nastala je odvajanjem tvrtke Puljanka 1991. godine i u sastavu tvrtke nalaze se sljedeća dobra:
- 42 hektara nasada vinograda,
- 55 hetkara nasada maslina,
- 60 hektara nasada breskve

Godine 2000. u sklopu imanja u Vodnjanu otvara se pogon za flaširanje vina, dok 2002. godine otvara se uljara koja ima preradni kapacitet od 1800 kg maslina na sat.

## Proizvodi
- Salvela - maslinovo ulje
- Malvazija Vodnjan - vino